# (6654) Luleå
(6654) Luleå, désignation internationale (6654) Lulea, est un astéroïde de la ceinture principale.

## Description
(6654) Lulea est un astéroïde de la ceinture principale. Il fut découvert le 29 février 1992 à La Silla par le programme UESAC. Il présente une orbite caractérisée par un demi-grand axe de 3,15 UA, une excentricité de 0,17 et une inclinaison de 5,9° par rapport à l'écliptique.

## Compléments